# Daniele Gilardoni
Daniele Gilardoni (ur. 1 kwietnia 1976 w Bellagio) – włoski wioślarz.

## Osiągnięcia
- Mistrzostwa Świata – Kolonia 1998 – ósemka wagi lekkiej – 3. miejsce[1].
- Mistrzostwa Świata – St. Catharines 1999 – czwórka podwójna wagi lekkiej – 1. miejsce[1].
- Mistrzostwa Świata – Lucerna 2001 – czwórka podwójna wagi lekkiej – 1. miejsce[1].
- Mistrzostwa Świata – Sewilla 2002 – czwórka podwójna wagi lekkiej – 1. miejsce[1].
- Mistrzostwa Świata – Mediolan 2003 – czwórka podwójna wagi lekkiej – 1. miejsce[1].
- Mistrzostwa Świata – Gifu 2005 – czwórka podwójna wagi lekkiej – 1. miejsce[1].
- Mistrzostwa Świata – Eton 2006 – czwórka podwójna wagi lekkiej – 1. miejsce[1].
- Mistrzostwa Świata – Monachium 2007 – czwórka podwójna wagi lekkiej – 1. miejsce[1].
- Mistrzostwa Europy – Poznań 207 – dwójka podwójna – 5. miejsce[1].
- Mistrzostwa Świata – Linz 2008 – czwórka podwójna wagi lekkiej – 1. miejsce[1].
- Mistrzostwa Europy – Ateny 2008 – dwójka podwójna wagi lekkiej – 2. miejsce[1].
- Mistrzostwa Świata – Poznań 2009 – czwórka podwójna wagi lekkiej – 1. miejsce[1].
- Mistrzostwa Europy – Brześć 2009 – czwórka bez sternika wagi lekkiej – 5. miejsce[1].